# Sorensenella rotara
Sorensenella rotara är en spindeldjursart som beskrevs av Phillips och Grimmett 1932. Sorensenella rotara ingår i släktet Sorensenella och familjen Triaenonychidae. Inga underarter finns listade i Catalogue of Life.